# Stade Jânio Moraes
Le Stade Jânio Moraes (en portugais : Estádio Jânio Moraes), également connu sous le nom de Laranjão, est un stade de football brésilien situé dans la ville de Nova Iguaçu dans l'État de Rio de Janeiro.
Le stade, doté de 1 810 places et inauguré en 2009, sert d'enceinte à domicile à l'équipe de football du Nova Iguaçu Futebol Clube.
Le stade porte le nom de Jânio Moraes, ancien président du club de Nova Iguaçu FC.

## Histoire
Le stade ouvre ses portes en 2009 après quatre années de travaux. Il est inauguré le 19 juillet 2009 lors d'une victoire 1-0 des locaux du Nova Iguaçu FC sur une sélection de joueurs locaux de la ville de Nova Iguaçu (le premier but inscrit au stade étant inscrit par Alex Faria, joueur du Nova Iguaçu FC).
Le record d'affluence au stade est de 3 100 spectateurs, lors d'une rencontre entre Nova Iguaçu FC et l'AD Itaboraí.